# Marcelino da Mata
Marcelino da Mata CvTE • 5 MPCG • MOCP • 2 MPFDC • MCC (Ponte Nova, Bula, Guiné, 7 de maio de 1940 ― Amadora, Portugal, 11 de fevereiro de 2021), da etnia papel, foi um Tenente-Coronel Comando do Exército Português, notório por ser o militar português mais condecorado de sempre.
Foi um dos fundadores e principais operacionais dos Comandos. Participou em 2412 operações militares durante 11 anos na Guerra Colonial, no teatro militar da Guiné, tendo sido o militar mais condecorado da História do Exército Português, com a maioria das condecorações a deverem-se a feitos heróicos em campanha. Entre as suas principais condecorações contam-se a Ordem Militar da Torre e Espada e 5 Cruzes de Guerra.
Tendo nascido na Guiné Portuguesa⁣ mas lutado contra o PAIGC, com inovadoras técnicas de guerrilha, foi amplamente considerado como herói em Portugal e traidor no país que surgiria da Guiné Portuguesa.
Faleceu na Amadora em 11 de fevereiro de 2021, vítima de COVID-19. O seu funeral foi presidido por D. Rui Valério, Bispo das Forças Armadas e contou com a presença do Presidente da República e dos Generais Chefes do Estado Maior das Forças Armadas e do Exército.

## Biografia
Acidentalmente incorporado em lugar do irmão no CIM-Bolama em 3 de Janeiro de 1960, ofereceu-se como voluntário após cumprir a primeira incorporação. Em 1962 um grupo armado do PAIGC matou-lhe o pai, bem como uma irmã, de seu nome Quinta da Mata, que estava grávida de oito meses. A mãe, desesperada, fugiu para Bissau,
Integrou e foi fundador da Tropa de Operações Especiais, no Regimento dos Comandos Português, dos Comandos Africanos actuando no cenário de guerra da Guiné, com operações no Senegal e na Guiné Conacri.
A 2 de Julho de 1969 foi feito Cavaleiro da Antiga e Muito Nobre Ordem Militar da Torre e Espada, do Valor, Lealdade e Mérito.
Apesar de várias vezes ferido em combate apenas teve que ser evacuado da Guiné por ter sido alvejado, por acidente, por um companheiro, assistindo ao 25 de Abril de 1974 em Lisboa.
Após a Guerra de Independência da Guiné-Bissau foi proibido de entrar na sua terra natal.
A 18 de Maio de 1975, Marcelino da Mara apresenta-se no Regimento de Comandos, após a sua prisão ter sido anunciada na rádio, sob a acusação de fazer parte do ELP liderado por Alpoim Galvão. Seria imediatamente transferido para o quartel do RALIS, Lisboa, onde foi sujeito a tortura e flagelação praticada e ordenada por vários militares de extrema-esquerda, Manuel Augusto Seixas Quinhones de Magalhães (Capitão), Leal de Almeida e segundo o próprio, por elementos do MRPP, comandados e incentivados por Arnaldo Matos e Saldanha Sanches,  que já tinham raptado e torturado José Jaime Coelho da Silva num dos episódios mais pungentes, pela sua barbaridade e violência, no pós-⁣Revolução dos Cravos.“
As consequências seriam evidentes: em 19 de Maio de 1975, politraumatizado, apresentava-se com equimoses profusas espalhadas por todo o corpo, mais numerosas nas regiões costais, com edema subcutâneo generalizado e sufusões hemorrágicas da pele do dorso; apresentava ainda algumas feridas contusas na região dorsal média direita, de profundidade de cerca de 0,5 cm, em estado evolutivo, que permitiram concluir terem sido provocadas por objeto rombo agredindo com violência e há mais de oito horas.”
No decurso das perseguições de que foi alvo no ano de 1975 conseguiu fugir para Espanha, donde regressou aquando do Golpe de 25 de Novembro de 1975, participando ativamente na reconstrução democrática e no restabelecimento da ordem militar interna, agindo sempre com elevada longanimidade para com os seus opressores.
Justificou a sua luta no Exército Português com a frase "A Guiné para os Guinéus", querendo significar que a guerrilha atuava no interesse da União Soviética.
Faleceu no Hospital Professor Doutor Fernando Fonseca, na Serra de Carnaxide, à data de 11 de Fevereiro de 2021, vítima de COVID-19. O seu funeral foi presidido por D. Rui Valério, Bispo das Forças Armadas, coadjuvado pelo Alferes Ricardo Barbosa, Capelão do Regimento de Comandos. Estiveram presentes no funeral o Presidente da República, Marcelo Rebelo de Sousa, o Chefe do Estado Maior das Forças Armadas, Almirante António da Silva Ribeiro, o Chefe do Estado-Maior do Exército, General José Nunes da Fonseca, representantes da associação de Comandos, do partido CHEGA, ex-militares, muitos usando a boina vermelha dos Comandos, força de elite da qual Marcelino da Mata foi um dos fundadores, e ex-paraquedistas.
Depois do seu falecimento, na Assembleia da República Portuguesa foi apresentado um voto de pesar pela Comissão de Defesa Nacional, no qual se descreve o Tenente-Coronel Marcelino da Mata como "um dos militares mais condecorados do Exército Português". O voto de pesar foi depois aprovado em Plenário.

## Operações notáveis em que participou
- Operação Tridente tinha com o objectivo militar de eliminar a guerrilha do PAIGC no arquipélago do Como, . Este território,  tinha sido ocupado pelo PAIGC que auto denominou como República Independente do Como e localizava-se ao sul da Guiné, tinha cerca de 210 quilómetros quadrados, dos quais 170 em zona de lodo e lamas. Na operação, participaram os três ramos das forças armada, Exército, Marinha e Aviação com três companhias de cavalaria, uma de caçadores e três destacamentos de fuzileiros especiais, mas considerada completamente desajustado, do ponto de vista militar e, sobretudo, do ponto de vista político pela sua inadequação ao combate de guerrilha. Esta era numerosa, dominava o terreno, estava preparada e bem armada. após vários avanços e recuos a operação terminou no final de Março de 1964, resultou numa vitória, ainda que temporária, das forças Portuguesas contra a guerrilha e viria a servir como ensinamento provocando uma mudança na estratégia futura de combate no terreno. As forças portuguesas não conseguiram erradicar completamente a guerrilha no Como, embora tenham limitado de forma significativa a sua acção na zona. O PAIGC anunciou o desfecho da operação como uma vitória sua. As forças portuguesas sofreram 9 mortos e 47 feridos e foram evacuados para o hospital de Bissau 193 militares por motivos de doença. Marcelino da Mata participou nesta operação tendo-lhe sido atribuído pelos seus feitos, a Cruz de Guerra, mas também sofreu três dias de detenção, por ter ido caçar javalis e gazelas para o mato. No regresso a Bissau, receberia  também as insígnias de comando [9][19]
- Operação Cajado
- Resgate de 150 soldados portugueses cativos em território senegalês
- Operação Mar Verde
- Operação Ametista Real

## Condecorações
- Medalha Militar de 2.ª Classe da Cruz de Guerra (26 de Julho de 1966)
- Medalha Militar de 1.ª Classe da Cruz de Guerra (9 de Maio de 1967)
- Cavaleiro da Antiga e Muito Nobre Ordem Militar da Torre e Espada, do Valor, Lealdade e Mérito (2 de Julho de 1969)
- Medalha Militar de 1.ª Classe da Cruz de Guerra (21 de Abril de 1971)
- Medalha Militar de 3.ª Classe da Cruz de Guerra (9 de Junho de 1973)
- Medalha Militar de 1.ª Classe da Cruz de Guerra (22 de Agosto de 1973)
- Medalha Militar de Ouro de Comportamento Exemplar
- Medalha dos Promovidos por Feitos Distintos em Campanha
- Medalha dos Promovidos por Feitos Distintos em Campanha
- Medalha Comemorativa da Campanha Guiné 1963-1974